# European Business Aviation Association
L'European Business Aviation Association, ou EBAA, est une association à but non lucratif basée en Belgique qui existe depuis 1977. Ses 698 entreprises membres couvrent tous les aspects du secteur de l'aviation d'affaires en Europe et ailleurs. L'objectif de l'EBAA est de promouvoir l'excellence et le professionnalisme auprès de ses membres et de veiller à ce que l'aviation d'affaires soit dûment reconnue comme un secteur vital de l'économie européenne. L'EBAA représente des entreprises, des opérateurs commerciaux, des constructeurs, des aéroports, des opérateurs de services aéroportuaires et des fournisseurs de services d'aviation d'affaires.

## Histoire
Le Dr Frits Philips et François Chavatte, directeur du département IBM Flight en Europe, fondent en 1977 l'International Business Aviation Association (Europe), établie à Eindhoven, aux Pays-Bas, avec 12 membres fondateurs. Constatant que Bruxelles était le lieu stratégique où il fallait se trouver, l'association se déplace en 1984 en Belgique et est s'est fait connaître sous le nom d'EBAA (European Business Aviation Association). Le nombre de membres s'élevait alors à 49.
En collaboration avec son partenaire américain, la National Business Aviation Association (NBAA), l'EBAA lance en 2001 le Salon international de l'aviation d'affaires de Genève (EBACE). Le nombre de membres a dépassé pour la première fois 100, avec au total 137 adhérents cette année-là.

### Période contemporaine
L'EBAA se concentre sur le développement d'un environnement qui favorise l'aviation d'affaires en Europe et dans le monde et est reconnue comme la principale entité représentant l'aviation d'affaires en Europe. L'Association est impliquée dans les discussions de régulation avec les différentes institutions de l'UE, en particulier avec la Commission européenne, le Conseil européen et le Parlement européen, pour communiquer sa position sur les réglementations et les questions régionales et internationales affectant l'industrie de l'aviation d'affaires en Europe. Ces problèmes incluent le ciel unique européen ; les questions environnementales, y compris le marché des émissions de gaz à effet de serre ; le processus d'élaboration des règles de l'Agence européenne de la sécurité aérienne (AESA), y compris les frais et charges, la sécurité, et l'accès aux aéroports et à l'espace aérien. Les autres associations aéronautiques nationales européennes représentées par l'EBAA comprennent : GBAA (Association allemande de l'aviation d'affaires), EBAA France, BBGA (British Business and General Aviation Association) et EBAA Suisse.
En coopération avec la NBAA américaine, l'EBAA accueille la convention annuelle European Business Aviation Conference and Exhibition (EBACE), qui est devenue le plus grand salon européen de l'aviation d'affaires et qui se tient depuis plusieurs années à Genève, en Suisse, l'un des plus grands hubs européens pour trafic aérien d'affaires. L'association produit régulièrement des enquêtes sur le secteur et des évaluations de la situation du marché. L'EBAA est dirigée par son président Jürgen Wiese et son secrétaire général Athar Husain Khan. En 2007, après une décennie de croissance à deux chiffres du secteur de l'aviation d'affaires, Eurocontrol souligne que le secteur avait atteint pour la première fois 7,3 % de tous les mouvements IFR en Europe[réf. nécessaire]. Cela incite la Commission européenne à publier une communication sur l'importance de l'aviation d'affaires pour l'Europe et son économie, reconnaissant ainsi officiellement l'association comme la voix officielle du secteur en Europe. Elle est rapidement suivie d'une résolution du Parlement européen en 2009.
Aujourd'hui[Quand ?], l'association est impliquée dans les discussions réglementaires avec les 27 États membres de l'UE et avec diverses instances européennes, dont notamment l'Agence européenne de la sécurité aérienne (AESA), Eurocontrol, la Commission européenne, le Conseil et le Parlement européen. Entre autres, elle est impliquée dans une large palette de questions aéropolitiques affectant le transport aérien et ses membres en particulier, telles que le ciel unique européen, le Système d'échange de quotas d'émission de l'Union européenne (SCEQE), la sûreté, la sécurité, les limitations de temps de vol, CORSIA et l'accès aux infrastructures au sol.

## Ciel unique européen
Dans la publication de The Aviation Strategy — telle que présentée par le Commissaire en décembre 2015 — l'EBAA publie son positionnement sur les multiples enjeux abordés dans la stratégie.
L'aviation d'affaires est un élément vital de l'infrastructure aéronautique européenne, assurant des liaisons entre des communautés souvent éloignées non desservies par les compagnies aériennes ou par tout autre moyen direct. Le secteur ne peut transporter qu'une fraction du nombre total de passagers aériens annuels en Europe (environ 3,5 millions de passagers/an) mais, avec une flotte de 3 500 avions à réaction et turbopropulseurs, il permet la connexion d'environ 100 000 paires d'aéroports, trois fois plus que les transporteurs low-cost et traditionnels réunis.
Alors qu'une nouvelle stratégie offre une excellente occasion de repartir à zéro et de rappeler à tous que trop souvent la législation actuelle est non seulement inadaptée mais aussi tout simplement inapplicable, l'EBAA a énuméré 16 domaines dans lesquels l'aviation d'affaires a désespérément besoin de changements majeurs et fait des recommandations spécifiques pour faciliter une action rapide :
1. Propriété et contrôle : Lever la barrière de 49,9 % sur la propriété et le contrôle étranger pour les transporteurs non réguliers sur une base ad hoc et réciproque avec des pays partageant les mêmes idées.
2. Droits de circulation : Obtenir un mandat des États membres de l'UE pour négocier avec les pays tiers des droits extra-bilatéraux et viser à ouvrir les droits de 5e, 6e et 7e liberté pour l'aviation d'affaires avec des pays partageant les mêmes idées, et à abandonner la pratique de l'approbation tacite.
3. Règlementation sur les créneaux horaires : Modifier la révision actuelle du règlement 95/93 pour permettre aux aéroports et aux autorités nationales de prendre en compte les droits acquis lorsqu'ils ont été établis pour les opérations régulières et non régulières
4. Procédure d'approche basées sur GPS : Soutenir la procédure d’approche LPV (Localizer Performance with Vertical Guidance) permettant des approches de précision CAT-I dans les aéroports régionaux via SESAR et d'autres moyens
5. TMA complexes : Accroître la capacité des aéroports congestionnés : une solution consiste à améliorer l'accès aux aéroports satellites dans les TMA.
6. Augmentation de la capacité dans les principaux hubs : Promouvoir des essais dans des hubs saturés utilisant des pentes de descente plus raides pour les types d'aéronefs qui en ont la capacité mais dont l'accès est actuellement limité.
7. Infrastructure de Communication Navigation et Surveillance (CNS) : Étendre l'ADS-B « Out » à tous les utilisateurs de l'espace aérien. Définir une capacité de fréquence suffisante adaptée à la liaison de données. Tenir dûment compte de toutes les fonctionnalités de Navigation basée sur la performance.
8. Assistance en escale : Insister sur une révision contraignante de la directive de l'UE sur l'assistance en escale et tenir compte du fait que la libéralisation du marché devrait également s'appliquer à l'assistance en escale de l'aviation d'affaires.
9. Aides d'État : Les nouvelles lignes directrices sur les aides d'État aux aéroports régionaux devraient permettre une flexibilité totale du financement public pour les aéroports de moins de 1 million de passagers/an, car il ne devrait pas y avoir d'entrave à la concurrence.
10. Une nouvelle agence, allégée et efficace : Étendre le champ d'application de l'AESA à d'autres sujets au-delà des drones. Mettre en place une véritable approche basée sur les risques et reconnaître que l'Aviation d'Affaires, de par sa nature et la taille de son activité, ne représente pas la même menace pour le public et ses passagers que les compagnies aériennes. S'informer sur et reconnaître les normes créées par le secteur pour le secteur.
11. Règles temps de vol (FTL) : Reconnaître la différence entre la fatigue des pilotes de la compagnie aérienne et de l'aviation d'affaires et soutenir le travail de l'avis de proposition d'action/modification une fois finalisé.
12. Performances sur piste : Soutenir le travail des projets d'élaboration de règles et les conclusions dans l'avis de proposition d'action/modification.
13. Règlement 1254/2009 : Insister sur une meilleure mise en œuvre du règlement, plus large et plus efficace.
14. Créer des emplois de qualité dans l'aviation : L'EBAA soutiendra les travaux du réseau européen des instituts de formation aéronautique et souhaite y contribuer en faisant une présentation sur les conclusions du rapport qu'elle a commandé en 2015 sur la pénurie de compétences, les raisons de celle-ci et les recommandations.
15. Big Data dans l'aviation : Envisager la mise en place d'un seuil de poids minimum pour le déploiement de « mégadonnées », car l'utilisation de la technologie actuelle a plus d'impact sur les petits aéronefs que sur les plus gros.
16. SEQE-UE : Il ne devrait y avoir aucune distinction entre les petits opérateurs du SEQE de l'UE dans une future révision du SEQE-UE.

## Liens avec les associations nationales
Des associations aéronautiques nationales européennes, telles que l'ABAA (Austrian Business Aviation Association), la BBGA (British and General Aviation Association), l'EBAA France, la SBAA (Swiss Business Aviation Association), la MBAA (Maltese Business Aviation Association) et la GBAA (German Business Aviation Association), sont également membres de l'EBAA. L'EBAA est membre fondateur de l'International Business Aviation Council (IBAC), un organisme international représentant les intérêts des associations nationales/régionales à l'OACI à Montréal, Québec.

## Salon EBACE

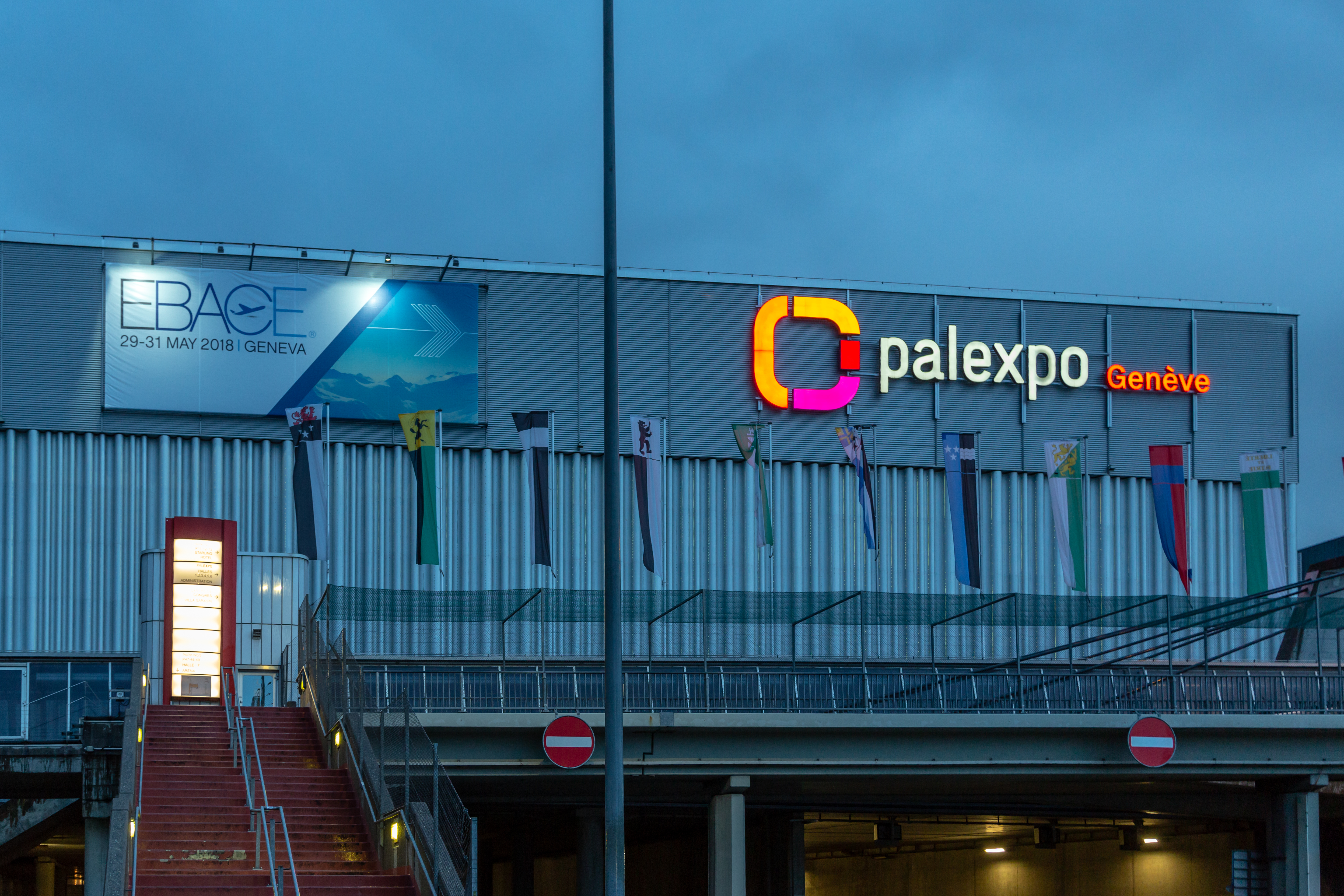
Édition 2018 s'est tenue en mai au Palexpo de Genève.

Chaque année, l'EBAA, en collaboration avec son homologue américain, la National Business Aviation Association, organise le Salon international de l'aviation d'affaires de Genève. Le salon est le plus grand événement annuel pour la communauté européenne de l'aviation d'affaires.
L'édition 2022 se tient du 23 mai au 25 mai au Palexpo de Genève, en Suisse, et réunit des milliers de chefs d'entreprise, de responsables gouvernementaux, d'industriels, de personnel des services de vol, etc. En 2017, il y avait plus de 12 000 visiteurs et 450 exposants et 60 avions sont présentés sur le tarmac à côté du centre des congrès. Chaque année, des séances de formation sont organisées sur un grand nombre de sujets. EBACE offre également des opportunités d'apprentissage et de réseautage aux jeunes professionnels intéressés par l'aviation d'affaires.
À EBACE 2023, une centaine de protestataires de Rester sur Terre, Greenpeace, Extinction Rebellion et Scientist Rebellion se sont enchaînés à des avions pour protester contre les émissions de carbone des jets privés.

### Sources primaires (EBAA)
1. ↑  (en) « Mission / History / Articles of Association - EBAA », ebaa.org (consulté le 19 février 2018).
2. ↑  (en) « BizAv Country Profiles - EBAA », ebaa.org (consulté le 19 février 2018).
3. ↑  (en) « Single European Sky, SESAR & ATM - EBAA », ebaa.org (consulté le 19 février 2018).